# Calle de Ordóñez (Sagunto)
La calle de Ordóñez es una vía pública de la ciudad española de Sagunto.

## Descripción
La vía, que se llamó «calle de Cardo» por el apellido de una familia que la habitaba, honra con el título actual a Melchor Ordóñez, gobernador civil de la provincia de Valencia a mediados del siglo XIX. Discurre desde la calle del Camino Real hasta la de los Huertos. Aparece descrita en el Nomenclator de las calles, plazas y puertas antiguas y modernas de la ciudad de Sagunto (1901) de Antonio Chabret y Fraga con las siguientes palabras:

Ordóñez (calle de). Empieza en la calle Real y termina en la de los Huertos. Anteriormente se llamaba de Cardo, porque vivió en uno de los huertos de esta calle, una familia de este apellido. La denominación actual es moderna, puesta para que no se eche en olvido el nombre de D. Melchor Ordóñez, Gobernador civil que fué de Valencia por los años 1850, quien logró desterrar abusos y atropellos en las aguas del riego del Palancia, salvando á Sagunto de su ruina total, con el sistema de tandeo establecido por el mismo.
(Chabret y Fraga, 1901, pp. 72-73)